# Bureau enquêtes accidents pour la sécurité de l'aéronautique d'État
 (octobre 2013).
Si vous disposez d'ouvrages ou d'articles de référence ou si vous connaissez des sites web de qualité traitant du thème abordé ici, merci de compléter l'article en donnant les références utiles à sa vérifiabilité et en les liant à la section « Notes et références ».
Le Bureau enquêtes accidents pour la sécurité de l'aéronautique d'État (BEA-É) est un organisme public français créé en 2003, à compétence interministérielle, chargé de conduire les enquêtes de sécurité relatives aux accidents et incidents aériens graves survenus aux aéronefs d’État. Le BEA-É est donc l'équivalent pour les aéronefs d'État du Bureau d'enquêtes et d'analyses pour la sécurité de l'aviation civile. Le bureau s’appelle désormais Bureau Enquêtes Accidents pour la sécurité de l’aéronautique d’État ou BEA-É : selon les termes du décret n°2018-346 du 9 mai 2018, le nom du BEAD-air a été modifié.
Son champ d’action s’étend du ministère des Armées au ministère de l'Intérieur (moyens aériens de la Gendarmerie nationale et de la Sécurité civile), au ministère du Budget (aéronefs de la douane), ainsi qu'aux aéronefs non inscrits au registre d’immatriculation prévu par la convention de Chicago, ce qui pour la France correspond à tous les aéronefs effectuant des missions pour l'État.

## Composition
Dirigé par un officier général, le BEA-É est composé de 25 personnes issues de l’Armée de terre, de la marine nationale, de l’Armée de l’air, de la direction générale de l'Armement, du Commissariat des armées et de la Gendarmerie nationale. Des personnes appartenant à la sécurité civile ou à la douane seraient également par principe susceptibles d'y être affecté dès lors que leur administration souhaiterait y consacrer un poste budgétaire. 
Le BEA-É s’appuie sur le concours de personnels appartenant à tous les organismes d’État mettant en œuvre des moyens aériens. Ainsi les enquêteurs de première information (EPI), à l'issue d'une formation spécifique, sont accrédités par le directeur du BEA-É. Ils ont pour rôle majeur de se rendre sans délais sur les lieux d’un événement aérien, afin de procéder aux premiers constats et de sauvegarder les indices avant l’arrivée du groupe d'enquête du BEA-É.

## Missions
Les enquêtes conduites font l’objet d’un rapport dont l’objectif consiste à identifier les causes d’un événement et à formuler des recommandations de sécurité. Elles ne visent en aucun cas à déterminer des fautes ou des responsabilités. 
L’enquête de sécurité a pour objet de déterminer les circonstances et les causes certaines ou possibles d’accidents ou d’incidents aériens graves et, s’il y a lieu, d’établir des recommandations de sécurité.
Les rapports d’enquête du BEA-É respectent la charte de la Convention de Chicago. Les faits, utiles à la compréhension de l’événement, sont exposés dans le premier chapitre. L’analyse des causes possibles de l’événement fait l’objet du deuxième chapitre. Le troisième chapitre tire les conclusions de l’analyse et présente les causes certaines ou possibles. Enfin, dans le dernier chapitre, des propositions en matière de prévention sont présentées.

## Historique
Avant sa création, les enquêtes étaient menées de façon distincte par chacun des organismes d’État et des Armées, notamment par les Conseils permanents de sécurité aérienne. 
La nécessité d'organiser des enquêtes techniques sur les accidents d'aviation pour renforcer la sécurité, est reconnue en France dès 1934. Après la guerre, apparaît le Bureau enquêtes-accidents (BEA). Au début des années 1950, il est séparé des services responsables de la tutelle de l'Aviation Civile en France (aujourd'hui la DGAC), pour être rattaché à l'Inspection Générale de l'Aviation Civile et de la Météorologie.

### De la Convention de Chicago à la loi de 1999
Au niveau international, les premières normes et pratiques recommandées concernant les enquêtes sur les accidents d'aviation ont été adoptées par le conseil de l'Organisation de l'aviation civile internationale (OACI) le 11 avril 1951, en vertu des dispositions de la Convention de Chicago de 1944. Ces normes et pratiques étaient fondées sur les recommandations formulées en février 1946 lors de la première session de la division des enquêtes sur les accidents, et complétées en février 1947 lors de sa deuxième session.
Le 29 mars 1999, une loi relative aux enquêtes techniques sur les accidents dans l’aviation civile  est adoptée. Elle prévoit notamment l’adoption d’un organisme permanent, centralisé et indépendant, l’obligation d’enquête en cas d'événements graves, l’attribution d’un certain pouvoir aux enquêteurs techniques  et la diffusion publique des rapports.

### Création du BEA Défense
Le 8 décembre 1999, le conseiller du Gouvernement pour la défense rend ses conclusions dans un rapport proposant d’une part l’adaptation de la loi de 1999 à la défense et, d’autre part, la création d’un organisme d’investigation centralisé au profit des Armées de l’air, de terre, de la Marine nationale, de la Gendarmerie, de la DGA, de la Sécurité civile et des Douanes. 
Le 22 août 2000, le ministre approuve les conclusions de ce rapport et donne mandat à l’inspecteur général de l'Armée de l'air afin que soient étudiées les modalités de mise sur pied d’un BEA Défense (BEA-D) pour l’été 2002. Un groupe de travail constitué des organismes de la défense et des autres départements ministériels concernés par les enquêtes de sécurité aérienne, se réunit et rend le 20 juillet 2001, un rapport d’étape sur la montée en puissance du BEA Défense. 
Le 24 décembre 2001, le ministre décide de la création du BEA Défense ayant pour mission de mener, à compter du 1er janvier 2003, les enquêtes de sécurité lors d’accidents ou d’incidents aériens graves survenant à un aéronef conçu exclusivement à usage militaire ou exploité en circulation aérienne militaire ou appartenant à un État qui n’est pas inscrit au registre d’immatriculation de l’aviation civile prévu à l’article 17 de la convention de Chicago.
Le 2 septembre 2002, les quinze premières personnes affectées au BEA Défense prennent place sur l’emprise du Centre d’essais en vol du site de Brétigny-sur-Orge. Le 1er janvier 2003, le BEA Défense débute l’exercice de ses attributions. Une instruction ministérielle relative à la conduite des enquêtes par le BEA-D est émise le 14 mars 2003. S’ensuivent différents textes de consolidation du socle juridique, donnant ainsi au BEA-D toute sa légitimité.

### Le BEA-D devient le BEAD-air
Le bureau enquêtes accidents défense, BEA Défense, devient le « BEAD » dans le langage courant des enquêteurs et des organismes. Le décret 1383 du 4 novembre 2005 pose le fondement juridique de sa création comme service à compétence nationale, indépendant et directement attaché au ministre de la Défense. Le BEAD devient le BEAD-air. L’ajout du « air » permet ainsi de spécifier son domaine de compétence par rapport aux deux autres bureaux enquêtes accidents défense qui voient le jour après lui : le BEAD-transport terrestre et le BEAD-mer.

### Le BEAD-air devient le BEA-É
Selon les termes du décret n°2018-346 du 9 mai 2018, le nom du BEAD-air est modifié.
Le bureau s’appelle désormais Bureau Enquêtes Accidents pour la sécurité de l’aéronautique d’État ou : BEA-É.
À la fin des années 90, les concepteurs du « Bureau enquêtes accidents défense » avaient initialement envisagé que son champ de compétence serait limité aux seuls aéronefs militaires. Afin de donner au BEAD sa dimension complémentaire au bureau d’enquêtes et d’analyses pour la sécurité de l’aviation civile (BEA), il avait été décidé d’étendre cette compétence à l’ensemble des flottes de l’État, militaires et civiles, puis également à tous les avions non immatriculés à l’OACI (prototypes, avions en cours de développement, vols de réception). Pour autant, l’appellation initiale avait été maintenue.
À la création en 2003, l’appellation initiale est maintenue, alors que les prérogatives du bureau étaient déjà interministérielles.
En 2005, avec la création de nouveaux bureaux traitant de sécurité maritime (BEAD-mer) et de transport terrestre (BEAD-TT), le BEAD était devenu le « BEAD-air » précisant ainsi son caractère aéronautique.
À l’extérieur de son ministère organique de rattachement, cette appellation était le plus souvent mal interprétée (médias, familles, voire Justice). Le nouveau nom "bureau enquêtes accidents pour la sécurité de l’aéronautique d’État" désigne désormais explicitement la dimension essentiellement étatique et la compétence interministérielle de ce bureau d’enquêtes indépendant, au service de la sécurité aérienne.

## Héraldique
L'insigne du BEA-É se compose de plusieurs éléments : 
- L’étoile rappelle celle qui figure sur l’insigne de brevet de pilote et plus largement, le personnel navigant au profit duquel travaille le BEA-É. Sa couleur or est synonyme d’autorité.
- La carte de France évoque la compétence du BEA-É pour enquêter sur le territoire national.
- Le globe rappelle que le BEA-É peut être amené à enquêter à l’étranger.
- Le parchemin symbolise le rapport d’enquête que produit le BEA-É à des fins de prévention.
- Enfin, l'aéronef rouge est le Breguet 19 Super Bidon Point d’interrogation. À son bord les lieutenants Costes et Bellonte ont traversé l’Atlantique sans escale en 1930 dans le sens Europe-Amérique. Bellonte, à la fin de sa carrière occupa d’importantes responsabilités dans le domaine de la sécurité aérienne.

Le "Point d’interrogation" par son nom de baptême préfigure les nombreuses interrogations auxquelles les enquêteurs du BEA-É sont confrontés. Il représente également l’aéronautique française dans son ensemble. Son caractère historique souligne le fait que le BEA-É appuie ses conclusions et recommandations sur une expérience acquise depuis le début de l’aéronautique, sans cesse enrichie par les enquêtes diligentées depuis la création du bureau.

## Les directeurs
- Bureau Enquêtes Accidents Défense :

2002 à 2005 : GBA Patrick Paimbault
2005 à 2008 : GBA Pierre Puget
2008 à 2009 : GBA Yves Arnaud
2009 à 2012 : GBA Jean-Marie Clament
2012 à 2014 : GBA Bruno Caïtucoli
- Bureau Enquêtes Accidents pour la Sécurité de l'Aéronautique d'État :

2014 à 2019 : GDA Bruno Caïtucoli
2019 à 2021 : GBA Jérôme Rabier
2021 à 2023 : GBA Franck Mollard
Depuis 2023 : GBA Christophe Michel

## Rapports d'incidents et d'accidents
Il suffit d'accéder au site « Bureau Enquêtes Accidents pour la sécurité de l’aéronautique d’État (BEA-É) » pour accéder aux rapports détaillés. Voici quelques exemples donnés pour illustrer le travail accompli. Ces analyses, comme celles du BEA, sont plutôt conçues pour un lectorat de professionnels de l'aéronautique.

### Rapports d'incidents
- « Incident aérien survenu le 20 mars 2019 sur la base aérienne 113 à Saint-Dizier (52). Lors du décollage, le passager en place arrière d’un Rafale biplace de l’armée de l’air est éjecté. Malgré la perte de la verrière, le pilote parvient à poser l’appareil sur la base aérienne 113 à Saint-Dizier. », sur defense.gouv.fr

### Rapports d'accidents
- « Accident aérien d’un Mirage 2000D survenu le 9 janvier 2019 à Mignovillard. Lors d'un vol d'entrainement, les contacts radar et radio sont perdus. Après recherches, des débris de l’aéronef sont retrouvés au sol à 2 km au sud-est de la commune de Mignovillard. L’équipage est mort. L'appareil est détruit. », sur defense.gouv.fr